# Sciades brevicollis
Sciades brevicollis là một loài bọ cánh cứng trong họ Cerambycidae.